# Aurelio Pizarro
Aurelio Pizarro (Santo Tomás, 22 de octubre de 1969) escritor colombiano. Autor, entre otros libros, de la novela La muerte previa. 

## Biografía
Abogado de profesión, vivió en Europa durante veinte años y adelantó allí, en la Universidad del País Vasco, una especialización en Mediación Social e Intercultural. Es miembro activo de la asociación Tétrada Literaria, de Llodio (España) y ha publicado en varias revistas europeas, entre las que se destacan: Parásito, El Reloj de Arena, Izenburua y Les Cahiers de la Rue Cujas. Ha escrito los libros de cuentos Fantasmas de este mundo y El espejo infinito; las novelas La muerte previa, El laberinto todavía y Los infiernos mansos; Los diarios Epístolas del ángel caído y Diario hallado debajo de un cadáver y es, asimismo, autor de los relatos Las trampas del azar, Sangre en las losas y El dinosaurio universal que hicieron parte de la primera antología Visionarios de escritores del Caribe colombiano. Fue actor de teatro en la segunda mitad de los años ochenta en Barranquilla y Bogotá y actualmente trabaja como asesor editorial para cuatro importantes publicaciones virtuales en castellano y para una editada en lengua francesa. Es columnista de los diarios Voz de Oriente y La Primicia

## Obra

### Novelas
- La muerte previa (2019)
- El laberinto todavía (2008)
- Los infiernos mansos (2001)

### Libros de cuentos
- Fantasmas de este mundo (1996)
- El espejo infinito (1999)

### Diarios
- Diario hallado debajo de un cadáver (2004)
- Epístolas del ángel caído (2014)

### Antologías
- Visionarios (1993) Antología de escritores del Caribe colombiano